# Perotrochus anseeuwi
Perotrochus anseeuwi is een slakkensoort uit de familie van de Pleurotomariidae. De wetenschappelijke naam van de soort is voor het eerst geldig gepubliceerd in 1991 door Kanazawa & Goto.